# پارودی لیگوره
پارودی لیگوره (به ایتالیایی: Parodi Ligure) یک کومونه در ایتالیا است که در استان آلساندریا واقع شده‌است. پارودی لیگوره ۱۲٫۵ کیلومتر مربع مساحت و ۷۲۱ نفر جمعیت دارد و ۳۳۰ متر بالاتر از سطح دریا واقع شده‌است.